# Афанасьев, Борис Игнатьевич
Бори́с Игна́тьевич Афана́сьев (13 января 1920, город Мстиславль Могилевской области БССР — 28 сентября 1992, Днепропетровск, Украина) — советский дирижёр. Народный артист  РСФСР
  (1971 г.).

## Биография
Учился в Минском музыкальном техникуме. Окончил Белорусскую государственную консерваторию как солист-скрипач (1947 г.). Творческий путь начинал концертмейстером оркестра Белорусского драматического театра, в котором, с небольшим перерывом, проработал с 1934 до 1943 г. Оказавшись в эвакуации в г. Томске, организовал оркестр, струнный квартет, выезжал с концертной бригадой на фронт. Осенью 1943 г. организовал Белорусский государственный квартет, с которым выступал в освобожденных городах Беларуси. В 1944 г. принимал участие в организации Симфонического оркестра БССР к 1950 г. был его концертмейстером (одновременно с руководством квартетом). В 1950—1953 гг. художественный руководитель Белорусской государственной филармонии. В 1953—1960 гг.. — дирижер симфонического оркестра филармонии. Преподавал в Белорусской консерватории.
С 1960 — дирижер Пермского театра оперы и балета, в 1962-1976 гг.. — главный дирижер. Дирижировал симфоническими концертами пермской филармонии. Переехал на Украину и возглавил Одесский театр оперы и балета. Сценическая версия оперы-балета «Вий» В. С. Губаренко, весомый вклад в создание которой в этом театре внес Борис Афанасьев, была выдвинута на Государственную премию СССР. После этого был главным дирижером Днепропетровского театра оперы и балета.

## Постановки
- «Огненные годы»
- «Вий»
- «Возрожденный май»
- «Нежность»
- «Орлеанская дева»
- «Опричник»
- «Чародейка» Чайковского
- «Лоэнгрин» Вагнера
- «Бал-маскарад» Верди
- «Турандот» Пуччини
- «Семен Котко» Прокофьева
- «Маскарад» Д. Толстого
- «Юкки» («Праздник фонарей») Спадавеккиа.